# Karadigudda, Ramdurg
Karadigudda là một làng thuộc tehsil Ramdurg, huyện Belgaum, bang Karnataka, Ấn Độ.